# Hakone (sopka)
Hakone (japonsky 箱根山) je název vulkanického komplexu, nacházejícího se na japonském ostrově Honšú, asi 25 km jihovýchodně od nejznámější japonské sopky Fudži. Komplex je tvořen několika lávovými dómy a dvěma překrývajícími se kalderami o rozměrech 10 × 11 km, které vznikly během explozivních erupcí před 180 000, resp. 60 000 lety. Jihozápadní okraj kaldery tvoří jezero Aši, lávové dómy jsou seřazeny podél jihozápadní-severovýchodní zlomové linie, křižující centra obou kalder.
Jezero Aši vzniklo asi před 3 000 lety, kdy došlo ke kolapsu severozápadní stěny dómu Kami-jama a následnému přehrazení údolí Haja-kawa. Poslední menší freatické erupce se odehrály v 12. a 13. století. Oblast Hakone je známá i výskytem četných termálních pramenů a je to oblíbené výletní a turistické místo v prefektuře Kanagawa(神奈川県).